# Escadron de ravitaillement en vol 4/31 Sologne
L'escadron de ravitaillement en vol 4/31 Sologne est une unité dissoute de l'Armée de l'air spécialisée dans les missions de ravitaillement en vol. Implantée sur la Base aérienne 125 d'Istres entre 2019 et 2025, elle est équipée de Boeing C-135FR et KC-135RG.

## Historique
Le 1er mars 1938 est créé, à Toulouse, le Groupe de bombardement II/11 composé des escadrilles BR 44 et LET 465. Il est dissous le 15 août 1940 à Marrakech.
L'Escadron de ravitaillement en vol 4/94 Sologne est créé à Avord le 15 avril 1966 et reprend les traditions du GB II/11. Il est équipé de C-135F et dépend des Forces aériennes stratégiques.
Le 1er juillet 1976, les escadrons de ravitaillement en vol sont réunis au sein de la 93e Escadre de ravitaillement en vol jusqu'en 1993. Le 4/94 devient l'ERV 2/93 Sologne. Il est dissous le 1er août 1993. L'escadrille BR 44 est transférée à l'escadron de chasse 3/3 Ardennes en 1995.
Le 4 octobre 2019, l'Escadron de ravitaillement en vol 4/31 Sologne est créé au sein de la 31e EARTS, regroupant tous les ravitailleurs C-135FR et KC-135RG.
L'escadron de ravitaillement en vol 4/31 Sologne avec l'ESTS 15/93 sont mis en sommeil le 30 juin 2025 avec la mise en retraite des deux derniers KC-135RG de l'Armée de l'Air & de l'Espace. Son effectif est alors de treize officiers et sous-officiers. Un effectue un dernier vol pour le défilé du 14 juillet 2025.

## Escadrilles
L'ERV 4/31 Sologne est composé des escadrilles SPA Bi 54 (fer à cheval) et LET 465 (chauve-souris).
L’escadrille BR 44 (sanglier assis) (15 avril 1966 au 1er août 1993) est devenue la 3e escadrille de l’escadron de chasse 3/3 « Ardennes » le 23 juin 1995.

## Appareils
Cet escadron met en œuvre des ravitailleurs en vol :
- sept Boeing C-135FR, douze exemplaires achetés à l'origine, première livraison en 1964, un perdu en 1972, retirés entre 2020 et 2023.
- trois Boeing KC-135RG venant de l'US Air Force, achetés en 1997, retirés en 2025 ;

## Appellations successives
1. Escadron de ravitaillement en vol 4/94 Sologne : du 15 avril 1966 au 1er juillet 1976
2. Escadron de ravitaillement en vol 2/93 Sologne : du 1er juillet 1976 au 1er août 1993
3. Escadron de ravitaillement en vol 4/31 Sologne : depuis le 4 octobre 2019